# تشبع الأكسجين

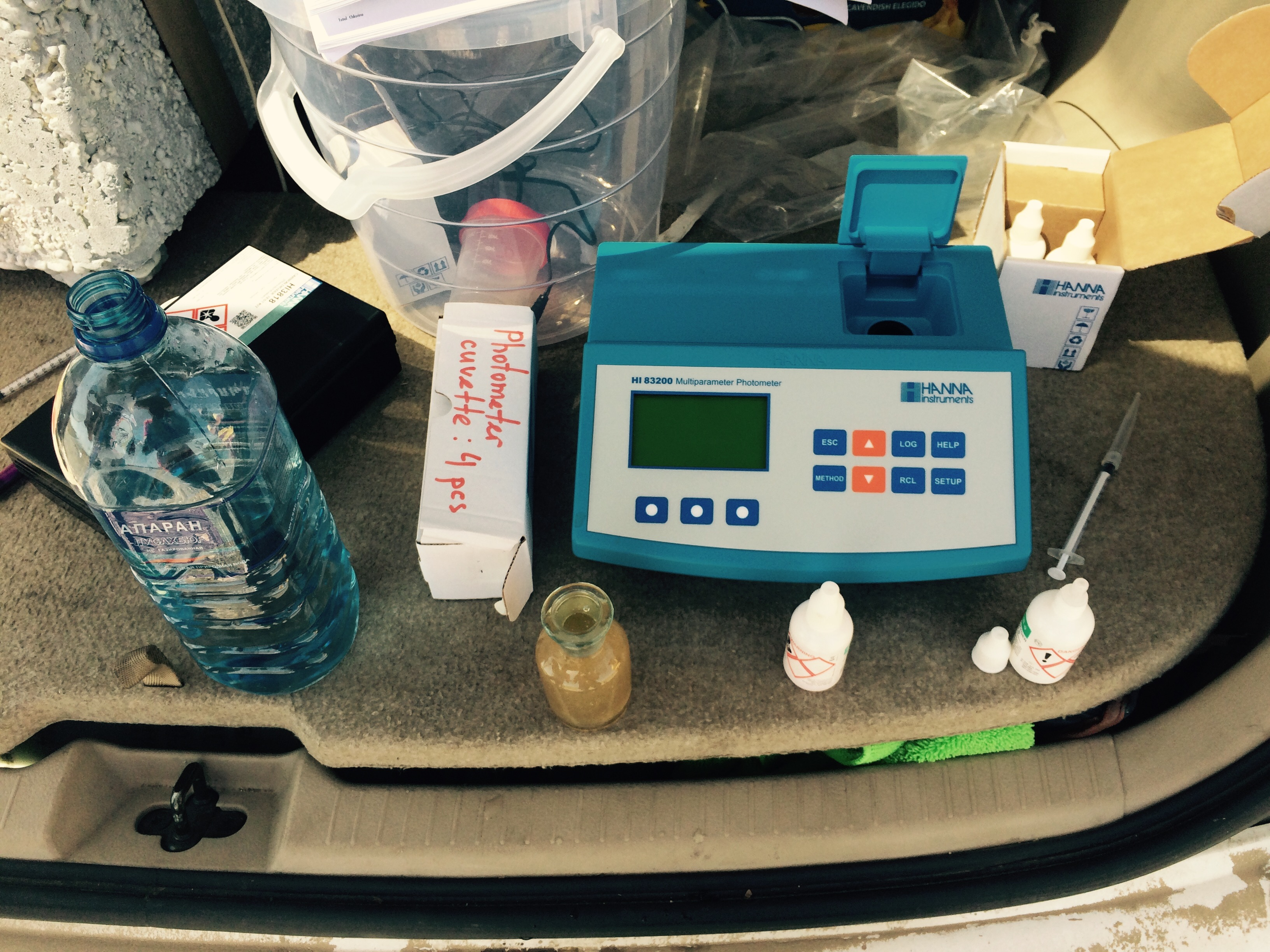

تشبع الأكسجين أو الأكسجين المذاب هو عبارة عن مقياس نسبي لكمية الأكسجين المذابة أو المحمولة في وسط معين . ويمكن قياس هذه النسبة بواسطة مجس للأكسجين الذائب مثل جهاز حساس أو استشعار الأكسجين أو الأوبوتود «جهاز استشعار بصري» في الأوساط السائلة المتمثلة عادة في الماء .
ويعتبر ذو أهمية خاصة في الطب والعلوم )البيئية .

## تشبع الأكسجين في الطب
في الطب ، يشير التشبع الأكسجيني إلى عملية الأكسجة، أو عندما تدخل جزيئات الأكسجين إلى أنسجة الجسم . وفي هذه الحالة، يحدث تأكسج للدم في الرئتين حيث ترحل جزيئات الأكسجين من الجو إلى الدم . وكنتيجة لعملية الأكسجة، يتغير لون الدم من اللون القرمزي الداكن إلى اللون الأحمر . ويعمل تشبع الأكسجين على قياس نسبة أماكن ارتباط الهيموجلوبين في تيار الدم المحتلة بواسطة الأكسجين .

## تشبع الأكسجين البيئي
يشير التشبع الأكسجيني في البيئة عامة إلى كمية الأكسجين المذابة في التربة أو المسطحات المائية . الأكسجة البيئية قد تكون مهمة لإستدامة نظام بيئي معين . الأكسجين غير الكافي (نقص الأكسجين البيئي) قد يحدث في المسطحات المائية مثل البرك والأنهار ، مما يؤدي إلى التقليص من وجود الكائنات الهوائية مثل الأسماك . عملية نزع الأكسجين من شأنها أن تزيد من العدد النسبي للكائنات اللاهوائية مثل النباتات وبعض أنواع البكتيريا ، مما يؤدي إلى مقتل الأسماك وغيرها من الأحداث الضارة . ويتمثل التأثير النهائي لهذه العملية في تغيير التوازن في الطبيعة عن طريق زيادة تركيز أو أعداد الأنواع اللاهوائية عن الأنواع الهوائية .